# Heteronyx costulatus
Heteronyx costulatus är en skalbaggsart som beskrevs av Blackburn 1910. Heteronyx costulatus ingår i släktet Heteronyx och familjen Melolonthidae. Inga underarter finns listade i Catalogue of Life.